# 小さな恋のものがたり
『小さな恋のものがたり』（ちいさなこいのものがたり）は、みつはしちかこによる日本の4コマ漫画。ストーリー4コマ漫画の形態をとっている。連載期間は52年4月となるが、この数字は、連載漫画としては、6番目に長期にわたる漫画となっている。
高校時代の部活動の日々を漫画にした物を書き直したスケッチブック「ちびこの詩集」を、『美しい十代』（学習研究社）に持ち込み後、連載が決定。1962年6月号に連載予告が掲載され、7月号より連載を開始した。その後いくつかの雑誌で連載し、2008年3月号まで芳文社『まんがタイムファミリー』に連載されていたが、同号を最後に「長期休載」の扱いとなっていた。単行本は1967年11月に刊行後、学習研究社→立風書房→学習研究社→学研パブリッシングより発刊されており、一部を除き毎年5-6月に新刊が発行されていた。2007年の第41集以後は中断していたが、2011年12月に42集が発売、さらに2014年9月28日には描き下ろし内容を主とする最終第43集が刊行され、完結したとされているが、みつはしは「チッチとサリーの未来を描いてみたい」とも発言している。2018年10月に第44集、2020年9月に第45集、2022年10月に第46集が、「その後のチッチ」というサブタイトルを付けられて刊行された。
1972年には連続テレビドラマ化、1984年には単発TVアニメ化されている。1977年頃には映画化の企画が存在したが、後に中止となっている。
背が低いことを気にしている女の子チッチ（小川チイコ）と、背が高くハンサムなサリー（村上聡）の恋愛模様を描いた作品。
随所に主人公チッチの目線から書かれた詩が挿入されており、恋の喜びや切なさといった叙情的な心情が分かるようになっている。

## 登場人物

### 主な登場人物
チッチ（小川 チイコ〈おがわ チイコ〉）
チビでオッチョコチョイで勉強もスポーツも苦手だが、サリーを一途に思い続ける女子高校生。料理と編み物が得意でよく大きなオムスビを作る。視力は1.5で、身長は132cm
サリー（村上 聡〈むらかみ さとし〉）
のっぽでハンサム。おまけにスポーツ万能な野球部のエースで常にテストがトップクラスの成績優秀。一応チッチの彼氏だがプラトニック関係をキープ。女の子によくモテるためチッチによくヤキモチを焼かれる。甘い物が苦手という一面も。身長は179cm
トンコ（大川 友子〈おおかわ ともこ〉）
チッチの大親友。よき相談相手。ボインだが太目の体形をよく気にする。チッチとの友情は時に山下君以上になることもある。身長は153cm
山下君（山下 勇〈やました いさむ〉）　3集より登場
トンコの彼氏。さえない所もあるがトンコに一途で優しい。趣味は山登りや囲碁だが、下記のアニメ版では野球部となっていた。身長は160cm
岸本さん（岸本 文彦〈きしもと ふみひこ〉）　6集より登場
テニス部のキャプテン。サリーと同じく女の子たちの憧れ。チッチを暖かく見守るが、どこまでの感情かは不明。チッチと同じく花が好きで花に関するエピソードが多い。身長は170cm
マユミ（岡本 まゆみ〈おかもと まゆみ〉）　11集より登場
北海道からの転校生でチッチと仲良くなる。美人で天然パーマが特徴。家はお金持ち。明るくて人懐っこい性格。ゴータローと一度別れたが、現在は寄りを戻した。身長は160cm
松木さん（松木 カオル〈まつき カオル〉）　15集より登場
メガネが特徴。ドライな性格だがお茶目な一面もある。成績優秀でサリーと同じくいつもトップクラスにいる努力家。運動は苦手。背が高く見た目は男に見えるがメガネの下はまつ毛の長い美人である。岸本さんに片思い中。身長は174cm
マリちゃん（金子 マリ〈かねこ マリ〉）　18集より登場
メガネをかけた水泳部所属の、チッチの後輩。背はチッチとほぼ同じくらいだが、努力家。同じくメガネをかけた兄がいる。入学した当時はサリーを追いかけ続けていたが後にチッチを補佐する役割に徹することとなった。合気道を習っている、写真撮影が得意といった隠れた面もある。
ゴータロー（丸山 ゴータロー〈まるやま ゴータロー〉）　26集より登場
柔道部に所属する、マユミのボーイフレンド。初期に登場した幾つかのキャラクターのデザインがもととなっている。硬派な性格だが、マユミの前には弱気になってしまう。
ミサキ 31集より登場
サリーが何かと気にかけている、不良の女子生徒。チッチと意気投合していたが後に高校を中退し、北海道に行ってしまった。一人称が安定しておらず「アタイ」「あたし」「オレ」と変わっている。チッチは「コブチッチ」「チビコッチ」と呼んでいた。
チッチの母）
かっぽう着に和服を着た優しいお母さん。結構そそっかしい所がある。
チッチの父（小川 幸夫 <おがわ　ゆきお> ）
頑固な性格。マユミに弱い。連載初期と中期以降では顔が別人になっている。

### その他の人物
テツコ(チッチの同級生)
「美しい十代」連載開始時を含めて、ごく初期より登場していた。三角眼鏡をかけた、チッチの同級生。登場自体は1集だが、2集に多く登場した。2集ではチッチにサリーが好きであることを指摘したり、チッチと同じ演劇部に入ろうとした。ケンカすることはあるものの意気投合することもある。トンコを誘い、サリー達と山へハイキングに行った。アニメ版では「キミエ」となっている。15集を最後に登場していない。
演劇部長 1集に登場
チッチが入部する際に面接をした。主役級ばかりやりたいチッチに対し鏡を見て考えてくれと言う。他にも部員のパンを買うように頼んだこともあった。
深田(サリーにラブレターを渡すように頼まれた男子生徒)
1～2集に登場。ラブレターをサリーに渡してくれと言われるが、返事が何時来るかわからないので代わりに自分が送るとチッチに言った。その結果、チッチと何故かデートすることになり、サリーも連れてレストランに行くことになった。作中ではほかに、チッチ達と山へハイキングに行き、疲れたチッチを背負おうとしたがトンコ達も乗ろうとしたため先に行ってしまった。16集ではバレンタインデーでマユミからチョコレートをもらったことで、チッチからマユミに手紙を渡したがチョコは単なる冗談と言い切り、手紙はゴミ箱に捨てられた。その後チッチに説得され手紙を返したが実は代筆だった。
アケミ 1集に登場
サリーの従姉妹。サリーの元へ誕生日に花束を持っていく所を同じく向かっていたチッチと出会う。ベタベタするアケミにチッチはヤキモチを焼く。車に泥をかけられた時もサリーはアケミにばかり注意が向かい、チッチはさらにヤキモチを焼いた。アケミとサリーは七夕パーティを行う予定だったが中止となって最終的に2人はよりを戻した。後に髪型を変え、再登場。アメリカ留学から帰国したアケミは再会したサリーとチッチと共にオムスビを食べ、褒めている。アニメ版ではアケミは最初からサリーと出会っていて、それをチッチが目撃している。
香山先生 3集に登場
チッチが新しく好きになったとテツコが噂した新任の先生。サリーは一緒に帰ろうと声がけするが拒否。動揺するサリーだがチッチは物理の試験で追試講習を一緒に受けるだけだった。
ルミちゃん（高丘 ルミ〈たかおか ルミ〉）4集に登場
バレー部部員。飛んできたボールをサリーが投げ返した時に彼女がウィンクしたことでサリーは一目惚れ。チッチはヤキモチを焼いた。練習で走っている時もサリーはルミと一緒に走ったりも。女子生徒の間ではルミとサリーの噂でもちきりになる中、チッチもバレー部に入部。球拾いと言われればサリーばかりに気が行くチッチだったが。パスの練習でヘトヘトになってしまった。その後、くたびれたチッチをサリーは待っていて、公園でよりを戻した。
中原さん 5集に登場
メガネをかけた、文学少女。サリーから借りた小説を読む中で、勉強家であると語りチッチを焦らせた。漫画は読んだことが無い（「小さな恋のものがたり」を小説と思うほどだった）。サリーはメガネをかけている中原さんを褒めたことでチッチと喧嘩になってしまった。最終的にサリーから借りた「小さな恋のものがたり」を読んだ中原さんは2人の仲を理解した。
焼き芋屋のおじさん 5集他に登場
6集や8集では、夏なので金魚を売っていた。後に息子が登場している。
小田さん 6集に登場
サリーの幼馴染。夏祭りの時に出会い、小学校以来ということで意気投合。チッチは不機嫌になっておでんの屋台に向かっていった。そこでテニス部の岸本さんと出会うこととなった。
ケイコ 6集に登場
2人で正月を過ごしていた時に、訪れたサリーの姪。マセた雰囲気が若干する女の子。「もっときれいになってサリーのお嫁さんになる」と言いチッチを焦らせた。チッチと羽つきをするも、お互いに負けと言い張って譲らない面もある。
スミレの君（林 京子〈はやし きょうこ〉） 7集以降に登場
チッチがサリーの家に向かう時に、サリーの家の前で待っていた内気な性格の女の子。7集現在新入生。その後もサリーをつけているような雰囲気がしていたが、スミレの花を下駄箱に入れていたことがわかり、それを知ったチッチは動揺してしまった。サリーは普段どおりのようだが、なにか様子が変なことをチッチは気にしてしまっている。8集では、サリーとフォークダンスを踊ろうとするもののなかなかパートナーを組めずにいた。9集でタオルを渡したことをきっかけに、サリーは少しずつ京子に心が向いていった。そんな中、チッチはサリーといる京子を目撃、チッチの心は深く沈んでしまう。
喫茶店の店員の女性 8集に登場
チッチがサリーと待ち合わせていた喫茶店の店員。長く待っていたチッチに横柄な態度で水を入れたことで一度はチッチは飛び出るものの、サリーと出会った際に再度喫茶店に行くことに。イチャイチャする2人に苛立つ店員は、チッチに小学生以下の子供にアメをあげると言ってアメ玉をあげたのだった。サリーにも若いパパだと言い2人はカンカンになり出ていった。
田舎のおばさん 10集に登場
信州で暮らしている。スミレの君にサリーの心が向いたことで、落ち込んだチッチをのんびり過ごすことで元気が出るかも知れない、と岸本さんがチッチの母に提案したことで、叔母がいる信州で夏休みに終わりまで泊まっていた。
ケン坊 10集に登場
田舎のおばさんのとなりの家に住んでいる。その後15集で、東京に来てチッチと再開した。その時には髪も伸びていて、ケン坊の田舎では見ない物への反応とそれに困惑するチッチにサリーも加わった。
野口ケイコ〈のぐち ケイコ〉
岸本さんと歩いていたところをチッチの恋人と誤解された。サリーが参加しない、岸本さん達との山登りに参加したがチッチは去ってしまったのちに、岸本さんにバレンタインチョコをあげようとしたが断られていた。
坂田くん　12集に登場
野球部のサリーの後輩。マユミと出かけていたチッチに、サリーと共に会う。ボートに乗ろうとマユミが言い出し、チッチは自分の足の細さに自信をなくしてしまう。結局ボートにはチッチとサリー、坂田とマユミが乗ることとなった。
石田さん 13集に登場
テニス部の女子生徒。唐突に岸本さんと仲のいいチッチに難癖をつけた。チッチがサリーや岸本さんと仲が良いのが相当に気に入らなかったらしく、取っ組み合いの喧嘩になった。一度は岸本さんに止められるものの、再度喧嘩になった。最終的にチッチは石田の制服の裾を噛みちぎってしまった。
生徒会長
バスケットボール部のK君
20集にて名前のみ登場。校内のバレンタインデーでのチョコを誰が多く貰ったかの話題で言及された。23集ではマユミにチョコレートを渡そうとするも断られていた。
合沢さん 25集に登場
山下くんが好きな女子生徒。トンコは気にもとめていなかったが、山下くんに馴れ馴れしすぎる彼女の態度にチッチは憤慨。トンコは山下くんを本で叩くことで気絶させてしまい、合沢さんは逃げてしまった
武井先生
高校の先生。宇宙理論研究同好会の顧問でもある。メガネを外し、髪型を変えているので高校の外では別人のようになっている。最後には結婚相手とともに、渡米することとなった。
オサム君
チッチが松木さん達とスキーに行った先で出会う。初めてのスキーらしくなかなか滑れない中チッチと悪戦苦闘しながらも滑ろうとしていた。背が低いがチッチと同じ高校2年生。
神谷さん
資料整理をサリー、数学の先生と行っていた女子生徒。チッチによると「色っぽいので男の子たちにモテてる」らしい。途中でチッチにコンビニでパンを買ってくるように頼み、その間にサリーにチッチは腹痛でもう帰ってしまったと言った。雨の上に、傘がない中サリーと下校、途中でおごろうとするが失敗。後にするサリーから傘を渡されて怒ってしまった。
田中くん
サリーの家にすき焼きを食べに来た男子生徒。後にミサキとデートに行こうとするが、ミサキは乗り気ではない。チッチがボウリングに誘うことで、ミサキと田中は再度デートとなった。その後、サリーに頼まれて家の前を掃除をしていたが、サリーが戻ってきたことでオデンを食べていた。春にはサリーとミサキ、チッチでお花見に行ったこともある。
山下くんの祖父
チッチ達がタケノコ掘りを行った際に、タケノコのある裏山を持っていた。実地指導しようとしたが山下に断られている。
岸本さんのおじさん
庭にたくさんのバラが咲いている。チッチの想像している顔とは違ったが、いろいろな種類のバラがあり正月には松木さん、岸本さん、チッチがおじさんが読み上げる百人一首を行っていた。
リク 36集に登場
チッチの母が預かった子ども。マセた感じで、チッチにはっきりと物事を言う。サリーに会わせた時に、本当にチッチは好きなのかと聞いて驚かせた。多摩川の花火大会にもいて、サリーに肩車をしてもらっていた。山下くんの祖母に名前を聞かれた時、アイスをおごらないと名前を教えないと言ってしまった。
伊東くん 38集に登場
マユミの別荘にチッチとトンコが泊まった時に、合宿の寄り道でサリーと共にやって来た後輩。メロンを食べれないので、マユミにあげようとしたらチッチがもらってしまった。
クルミちゃん（秋野くるみ〈あきの くるみ〉）
サリーと同じ宇宙研究会に所属している女子生徒。宇宙飛行士になって月へ新婚旅行に行くのを夢としている。サリーと宇宙について話しているのを見てチンプンカンプンなチッチに本を貸した40集にも一瞬ながら再登場し、他校と合同研究をしていた
サリーと同じ宇宙研究会に所属している女子生徒。
チュー平（森田宙平〈もりた ちゅうへい〉）
男子高であるK校にいる高校2年生。月に一度の駅前のダンスパフォーマンスの時にマユミが飛び入り参加したことで、マユミの片思いの相手に一時なった。マユミはその後、学園祭で踊っている場面を見るものの自身を喪失してしまうのちにチュー平にマユミはファンレターを書くものの送り返されてしまった。チッチが直談判をするものの美人は苦手だと断られた。反対のことを言っているのではないかとチッチは励ました。その後、ダンスも音楽もやめて目標に向けて猛勉強しているらしい。
カネコヨーノスケヒロノシン　44集より登場
メガネをかけたマリちゃんの兄。大学生。サリーに声が似ているらしい。名前は曽祖父の遺言で付けられた。
白井エリカ〈しらい エリカ〉　46集より登場
2年B組のマドンナ。様々な男子生徒にハイタッチをしている。トンコは山下が白井エリカに気がいっているのではないかと心配していた。多勢の男にモテたいことという心象がある。チッチに呼び出され、山下くんに近づかないように言われたがなぜかチッチを山下くんの彼氏と勘違いした。その後、ゴータローにも接近し、マユミを惑わせでいる。

## 作品の特徴
初期においては、チッチとサリーの出会いから始まり、チッチの先々に登場した恋敵を交えながらの高校生活が作品の軸となっている。岸本さんやマユミの登場以降は、サリー以外の登場人物との邂逅や展開が増えていった。中期～後期には他キャラクター同士の掛け合いや従来のキャラクターとは性格の異なるミサキの登場、マユミの恋心の変化など初期を彷彿させる展開が増えていった。
主に作中では、山へのハイキング、夏に海に行く、クリスマスや正月、高校生活や学校行事といったものが恒例のテーマとなっている。
後期になるとサブタイトルにカタカナが含まれることも増えている他、吹き出しも多様されるようになった。

## 連載雑誌
単行本は、各雑誌に掲載されたものをまとめ上げた物となっている。初期の『美しい十代』は1話完結式の2ページだったが、『女学生ロマン』では、32ページほどの連載が行われていた。連載月によっては、別冊付録という形で96ページもの掲載が行われていた。1980年代には『sansun』や『Lemon』に1ページに4コマを3本、『中3コース』に4ページほどの連載、『まんがタイム』にはある程度ストーリー性のある内容を8ページを掲載していた。2022年までは、予約購読となっている季刊誌『ちい恋通信』で20ページほどの連載が継続されていたが、現在は再度休刊となっている。
- 美しい十代(1962年7月 － 1968年10月)
- 女学生ロマン(1968年11月 － 1970年3月)
- 女学生コース(1970年4月 － 1972年2月)
- Someday(1971年11月 － 1972年2月)
- Fair Lady(1972年4月 － 1979年9月)
- 高2コース(1972年4月 － 1973年3月)
- 高1コース(1973年4月 － 1982年頃)
- sansun(1983年 － 1987年？)
- 中3コース(1982年9月 － 1990年11月)
- 中1コース(1992年頃 － 1993年頃)
- Lemon(1987年4月－ 1998年頃)
- まんがタイム(1983年11月 － 1999年6月)
- まんがタイムファミリー(1998年10月 － 2008年3月)
- おはよう奥さん(2007年 － 2008年3月)

## 関連雑誌「いつかどこかで」
立風書房より発行されていた、年4回発行の雑誌（9号より年6回になった）。1975年～1982年に38号までが発行された。定価は1～7号が350円、それ以降は390円であった。1980年頃まではみつはしちかこの描いたイラストが表紙となっていたが1980年11月号以降は編集方針が変化、同時に雑誌の版も変更となり表紙も林静一によるものとなった。内容はみつはしちかこによる描き下ろしの詩やイラスト、『小さな恋のものがたり』の掲載以外にも松山千春、長渕剛、中島みゆき、田村セツコ、さだまさし、はらたいら、谷村新司、タモリ、松任谷由実、イルカを始めとした著名人による寄稿や、北原白秋、中原中也の詩の紹介が行われていた。ほか、みつはしちかこによる各地の旅行記も掲載が行われていた。最終的に1982年1月をもって休刊となっている。

## 単行本
単行本は学研から1967～69年にかけて1～3集が発売後、立風書房で発売。のちに立風書房の併合後に学研で再度扱われるようになった。通常の単行本以外にも、1970年代初期の6冊セット、1976年頃の10冊セット、1996年～1997年（26集まで）の文庫版、2006年～2008年の初恋セレクション、2009年の図書館版（20集まで。内容は抜粋）、2014年の復刻版（18集まで）、2020年のベストセレクション、2023年の2冊によるベストセレクション（コスモス編、クローバー編）が発行されている。関連本としては、以下の本が存在する。
別冊小さな恋のものがたり（1979）
小さな恋のものがたりの17年間の歩み、作中に掲載された詩画集、愛読者によるイラスト、登場人物のプロフィール、関連雑誌「いつかどこかで」のバックナンバー紹介、読者の「小恋」物語、作者のマンガ自叙伝、作者と携わった人物の証言集、みつはしちかこ作品の1979年現在の目録が掲載されている。
チッチ恋占い（1985）
神野紗千子によるキャラクター別相性、チッチの手芸マスコットの作り方、読者からの新刊発売に寄せられるはがき、みつはしちかこによるマンガ家入門講座、高校時代の放送劇コンクールの際の脚本が掲載されている。
小さな恋のものがたり うちあけ話（1991）
上記の「別冊」「チッチ恋占い」を元にして内容を加筆、追加したもの。作者の自叙伝的な内容を交えている。12集以降の展開や、「別冊」以降に登場した人物のプロフィールが掲載されている。
チッチのひみつ（2011）
みつはしちかこデビュー50周年の境目として発売された。「うちあけ話」「別冊」の内容をもとにしたダイジェスト版に近いものとなっている。年表は2011年現在のものとなっている。
チッチの愛の絵本（1973）
詩歌集 チッチとサリー
詩歌集 続チッチとサリー
詩画集のみを掲載した内容となっている。
チッチとつくる　お菓子のおくりもの（1993）
みつはしちかこのアシスタントであった一ノ木りんごとの合同の著書四季をテーマとした創作菓子の作例がイラストとともに掲載されている。
| 集数 | 発行年日       | サブタイトル                                                                                |
| ---- | -------------- | ------------------------------------------------------------------------------------------- |
| 1集  | 1970年8月20日  | いつかだれかと 遠い水色の星 春のあらし 美しい季節                                           |
| 2集  | 1970年6月15日  | 恋はどこから？ 私の恋はシャボン玉 涙の首飾り バラとアリンコ                                 |
| 3集  | 1970年         | 私は野の花 雲の呼び声 迷子の風船 愛のポケット                                               |
| 4集  | 1970年11月1日  | 風のうた花のうた 眩しい季節 愛は七色 美しい仲間たち                                         |
| 5集  | 1971年6月10日  | 風のふるさと 熱いココロを 涙のとなりに しあわせの仲間                                       |
| 6集  | 1972年5月10日  | 花のまわりで 星くず拾い 秋風さん みどり再び                                                 |
| 7集  | 1973年6月10日  | 風の訪れ 太陽のともだち 変わらぬ心で 愛の流れに                                             |
| 8集  | 1974年6月10日  | 花びら飛行 はるかなるふたり 悲しみはどこから 木枯しの中から                                 |
| 9集  | 1975年6月1日   | 春風のふたり 雨のあし音 わかれ道 愛のゆくえ                                                 |
| 10集 | 1976年6月15日  | こわれた時計 青い嵐 夕やけの丘 雲の流れに                                                   |
| 11集 | 1977年6月1日   | 春ふたたび 青春の翼 秋風日記 雪あかりの道                                                   |
| 12集 | 1978年5月1日   | ふたりの今日 雨あがりの風 蝶とアリンコ 恋の迷い道                                           |
| 13集 | 1979年5月20日  | 風の贈りもの 恋人芝居 花影のふたり 恋のメリーゴーランド                                     |
| 14集 | 1980年5月20日  | 春雪模様 光のかくれんぼ 夏の日の冒険 明日あなたに                                           |
| 15集 | 1981年6月10日  | 春雷 熱いふれあい やさしい足あと 木の芽 草の芽                                              |
| 16集 | 1982年5月20日  | 花のりぼん 季の忘れもの 新雪の窓 青春の川                                                   |
| 17集 | 1983年6月10日  | 春のメロディ それぞれの夏 秋のティータイム 悲しみグッドバイ                                 |
| 18集 | 1984年5月20日  | 山のあなたに 雲の引越し 落ち葉のゆくえ 春風のりぼん                                         |
| 19集 | 1985年6月1日   | おいてかないで夏 電話をちょーだい 早くきてよ雪 あしたゆびきり                               |
| 20集 | 1986年6月1日   | 木の芽ぶくころ しあわせ花火 冬のくる前に 初雪もよう                                         |
| 21集 | 1987年6月1日   | 花の同窓会 夢の入り口 草むらの宝さがし スタートダッシュ！！                                 |
| 22集 | 1988年6月1日   | そらいろノオト 手をつなげばふたり 思い出通りゃんせ ホップ・ステップ・青春                   |
| 23集 | 1989年         | あしたクローバーの丘で こもれびの波をくぐって 電話を下さい！！ 世界でたったひとりのあなたを |
| 24集 | 1990年         | 片恋トランポリン 赤い水中花 ポケットの伝言 ロマンチックリフト                               |
| 25集 | 1991年6月1日   | 前略・お元気ですか？ 空飛ぶ絵ハガキ 秘密のポスト 追伸・そよ風                               |
| 26集 | 1992年6月1日   | 家においでよ パラソルの下で あらしの後から すなおになれば                                   |
| 27集 | 1993年6月1日   | 初夏のめざまし ゆかたの君と 光の仲間 シャボン玉消えて                                       |
| 28集 | 1994年6月1日   | 信じているから しあわせのてっぺん チョコレートはいらない しらないところで                   |
| 29集 | 1995年6月1日   | とどかない花 元気ください サンタが行方不明 あなたしかないない                               |
| 30集 | 1996年6月10日  | しらんぷりして 仲間たちとGO! あなたの悲しみのそばで いくつもの橋を渡って                    |
| 31集 | 1997年6月10日  | ふたりでメルヘン 手づくりプレゼント 春風に呼ばれて 夏祭りスクランブル                       |
| 32集 | 1998年6月10日  | 幼ごころのポケットに 海辺のシーソー すれちがう日々 追いかけて春                             |
| 33集 | 1999年6月10日  | 三匹のホタル あえなくて熱い 落ち葉の十字路 恋の目印                                         |
| 34集 | 2000年6月10日  | あぶない放課後 もっと高くもっと大きく 恋の大当たり お花見にいこう                           |
| 35集 | 2001年6月10日  | 虹の歩道橋 山登りはつらいよ 押しかけ友達 誕生の歌                                           |
| 36集 | 2002年6月10日  | 思いっきり夏 夢のひよこたち すみれ咲く朝                                                    |
| 37集 | 2003年6月10日  | 手作りチェリーキューピット 今年の夏にありがとう 冷めたい雨にぬれないで さみしい部屋に射す光 |
| 38集 | 2004年6月10日  | あなたとサクランボ 高原より愛をこめて 追っかけ秋風 コロコロキューピット                     |
| 39集 | 2005年6月2日   | 花のメリーゴーランド 恋の大波 お祭りに行こうよ 夢で逢いましょう                             |
| 40集 | 2006年6月2日   | シャボン玉とバラ どこからきた花 苦しみよコンニチハ！ いっしょに咲いた記憶                   |
| 41集 | 2007年6月5日   | チグハグハートたち ユカタの君と さみしくってしょーがない あなたを呼ぶ声                     |
| 42集 | 2011年11月15日 | 言えない言葉 スイレンの個室 耳をすませば 春への信号                                         |
| 43集 | 2014年10月9日  | 君のいない校庭 となりにいる人 眠れない夜 高原のふたり 告白                                  |
| 44集 | 2018年10月16日 | 落ち葉はらはら 謎のクリスマスカード さくら花ふぶき シャボン玉のゆくえ                       |
| 45集 | 2020年10月7日  | 春の突風 ピンクのあじさい サンザシの窓べで 再開の初もうで                                   |
| 46集 | 2022年10月18日 | 嵐の予感 夢の国へ 仲直りの季節 はじまりは雨の日                                             |

## 関連商品
1970年代後期に、学研より幾つものグッズが販売されていた。確認されているだけでも日記帳、レターセット、ミニバッグ、サイン帳、ハンカチ、絵葉書、ノート、ミニカード、布製のペンケース、便箋・封筒セット、額縁イラスト、マグカップが存在した。2000年以降には、過去作品のイラストなどが入ったカレンダーが予約購入という形で販売されている。なお、1960年代後期には学研の関連雑誌を購入することで入手できる応募券を集めることで、「チッチの七宝焼」と交換することが可能だった。
上記のグッズ以外には、サクラカラーでの販促やグリコでのCMが放映されている。

## 作品評価
- 評論家の福永為善氏は「マンガ・イラストブームと詩ブームが結合して人気を呼んでいる」とコメントしていた[34]。
- 担当編集の山崎園子氏は「狭い日常でサリーに片想いするチッチが、誰もが通る青春時代の分身として共感を得ているのでは」とコメント。
- 「チッチとサリー」の詩画は女子生徒からは人気のあるものだった反面、男子生徒からは人気がなかった。　1980年の段階で、静かなブームが続いていると記述されている。掲載された「国語教育研究」誌によると　少女趣味的な詩の世界への気恥ずかしさがあるのでは、としている。[35]。

## その他
- 連載は、みつはしちかこが『美しい十代』編集部にスケッチを持ち込み、そのまま決定された。なお、同誌には既に福地泡介、東海林さだお、南義郎による連載が行われていたが、福地と東海林の連載を1962年6月号で終了して『小さな恋のものがたり』の連載が行われた。[36]『美しい十代』連載開始時には、1ページのスペースを使った予告が挿入されたほか、別ページの次回予告にも新連載の案内が記述されていた。
- タイトーのテレビゲーム『ガラクタ名作劇場 ラクガキ王国』では多くの漫画家がキャラクターを書きあげたが、みつはしちかこはチッチを書きあげている[37]。
- 各連載雑誌と、単行本掲載時では大幅な加筆が行われており、第1集の段階で多くの加筆または未収録となったエピソードが存在する。[38]3～6集前後の30p近い連載期においても、単行本の収録が見送られたエピソードがある。
- 本作品のパロディが、幾つかの作品で確認可能。例としてテレビゲームの『星のカービィ3』等が挙げられる、アニメーションの『ぱにぽにだっしゅ』、『ハヤテのごとく!』等が挙げられる。
- チッチは音符足[39]というイメージが一般的だが、『美しい十代』連載末期には2回[40]ほどの掲載において、他キャラクターと同様の足が描かれていた。なお、足については実際は極端に細いスプーン状の足である[41]。
- 1975年時点で、単行本は1集/70万部・2集/63万部・3集/60万部・4集/63万部・5集/64万部・6集/59万部・7集/56万部・8集/53万部・9集/47万部の合計585万部の出荷が行われていた。[42]1981年末の段階で15集は50万部、全集合計で1600万部は出荷していた。[43]。13集は、1980年3月現在で初版30万部であった[44]。
- 立風書房で1970年頃に発行された『ナンシーちゃん（英語版）』の和訳版は『小さな恋のものがたり』の表紙を模した物となっていた。
- 単行本は20集前後までは重版が行われているが、1990年以降に発行された後期の巻はほとんどが初版のみとなっていた。ただし立風書房の学研吸収後に一部の巻が学研名義で再販されている。3集、26集、29集、34集が2003年以降の重版の確認がされている。1～5集についても1992年前後に裏表紙の絵の変更が行われている。
- ゲスト出演として『ハーイあっこです』のキャラクターが登場したエピソードも存在する[45]。
- 2023年、漫画で大塚愛とのコラボソング「maybe I love you」をリリースした。
- 1967年頃の単行本の広告では「チッチー」という表記が幾つか確認できた。当初の発売予定は8月頃であったことも確認可能。
- 雑誌「いつかどこかで」に収録された詩がシンガーソングライターに曲を付けてもらった上で、LP版レコードとして発売される予定もあった。
- 「みつはしちかこ展」が町田市民文学館ことばらんど、岩手県花巻市の萬鉄五郎記念美術館で行われた。これ以前にも大宮市立漫画会館で1982年2月にみつはしちかこ展が行われている。[46]なお、網走でも「みつはしちかこ原画展」が行われる予定だったがCovid19の感染拡大の影響で取りやめになっている。[47]
- 山崎浩一が「チッチとサリー」のパロディーを書いた所、ファンから多数の抗議があったと雑誌に回顧している。[48]。
- 単行本24集の一部のページにおいて、ページの順番が逆になっている場所がある。後年発売された文庫本および重版分単行本では正しいページ順番になっている。
- 菓子メーカーの「瓢月堂」では1983年にアクティー大阪・大丸梅田店の店名を『チッチとサリー』としていた。 [49]
- ラジオ番組「アイドルスタースペシャル」の金曜枠「星にねがいを」ではラジオ劇として「小さな恋のものがたり」が放送されていた[50]
- 連載途中から入れた、タイトル横に入れた短い文が作品の特徴でもある四季につながる詩に進んでいった[51][52]。

## 海外での出版
本作は韓国にて1970年代初期に韓国国内の雑誌でハングル語に翻訳の上、<칫치와 살리>という題名で連載が行われていた。許諾をとったものかは不明。更に、1979年に韓国において紅斑出版社より第1集（작은 사랑의 이야기）が発行されていた。なお、1979年に発行されていた1集とは、同一の出版社ではないが2集も韓国において1980年頃に発売されていた。その後、1994年に『チッチとサリー（치치와샐리）』という題名の無許可版が1巻から3巻が発売されそれぞれ「出会い」「虹」「花火」という副題が付けられた。内容はオリジナルの1～3集より抜粋したエピソードの絵を書き直した上で、説明文を追加したものとなっている。原作通りの流れとなっているが、キャラクターにいくつかの相違点がある。サリーはオリジナルに近いものだったが若干のアレンジが行われている。ストーリーについても、一部にオリジナルの内容が含まれている。

### 韓国版の特徴
- キャラクターの名前はオリジナルと異なるほか、命名されていないキャラクターにも個別の名前がついている。
- 名前のあるキャラクターもいくつか名前が変更されている[53]。
- チッチに姉がいる、渡米する友人との別れのエピソードが存在する、等。
- 演劇部長は、原作やアニメ版と異なり先生になっている。

### 韓国版の変更点
なお、韓国独自の文化などに変更されているシーンが幾つか存在する
- 2集「私はお月さま」に相当する話で演じている作品は「長恨夢」である。
- 2集「サリーの秘密」に相当する話では軽井沢ではなく祖父の実家からのおみやげで、塩辛に変更されていた。
- 2集「お弁当はだれに」に相当する話ではおむすびではなくキンパに変更されている。
- 2集「本命はだれ？」に相当する話では喫茶店ではなくプンオパンを食べに行った。
- 1集「ひとりぼっちの海」に相当する話では、帰ろうとする先が東京ではなくソウルに変更されている。
- 1集「"ちょっと"だけ」に相当する話では、三田明が女優のチェ・スミンに変更されている。
- 1集「新年会」に相当する話では、正月ではなく春節に変更されている。

上記の作品群とは別に台湾で1990年代後期に、偉翔出版が立風書房と契約を結んだ上で『戀愛物語』として1集から3集までが発売された。内容は1990年代後期に立風書房で重版された物をベースとしており、裏表紙の絵もそれに準じている。
厳密では英語版ではないが、1982年頃に学研雑誌に対訳されたものが掲載されたことがあった。

## テレビドラマ
1972年7月8日から9月30日まで日本テレビ系列で放送。全13回。前番組『だから大好き!』から引き続き森永製菓の一社提供で放送されていた。
前番組『だから大好き!』が視聴率不振で打ち切られたため、その穴埋めとして制作された。主演の岡崎友紀と沖雅也も『だから大好き!』からのスライド出演で、テーマ曲「ファースト・ラブ」も『だから大好き!』から引き続き使用している。また、岡崎友紀の歌による挿入歌も前番組に引き続いて毎回あった。後に香港でも『荳蔻年華』という題名で放映された。再放送が1度行われたのみで長らく映像ソフト化はされなかったが2020年11月にDVD版が発売された。
放送時間（JST）は土曜19時30分 - 20時00分。

### 放映データ
- 放映期間：1972年7月8日 - 9月30日
- 放映曜日・放映時間帯：毎週土曜日19時30分 - 20時（JST）
- 放映話数：全13話
- 放映形式：カラー16mmフィルム

### キャスト
- チッチ（小川 チイコ[54]） - 岡崎友紀
- サリー（村上 ツトム） - 沖雅也
- 小川 修一郎（チイコの父） - 下條正巳
- チイコの母 - 文野朋子
- トンコ[55] - 笠井としみ
- 山下君 - 赤塚真人
- 小川 里子（チイコの姉） - 奈美悦子
- 里子の夫 - 林ゆたか
- 村上 ユリ（聡の妹） - 荒牧啓子
- ノブコ - 中川加奈
- タバコ屋のおばさん - 菅井きん
- 西 みどり - 田代美恵子
- 小松 ルミ - 隅田和世
- 岸本 - 里見潤
- 夏目 テツコ - 松谷紀代子
- 三城康裕
- 近藤準

- 詩朗読 - 沢井孝子

### スタッフ
- 脚本：松木ひろし、市川森一、重森孝子
- 監督：井上芳夫、野崎貞夫、後藤秀司
- 音楽：玉木宏樹
- プロデュース：岡本俊次（国際放映）、加賀義二（日本テレビ）
- 製作：国際放映、ユニオン映画

### 主題歌
「ファースト・ラブ」
歌 - 岡崎友紀
「君と二人で」
歌 - 沖雅也

### 各話リスト
放送は1972年。
| 回数 | 放送日  | サブタイトル         | 脚本       | 監督     | ゲスト（カッコ内は役名）               | 挿入歌               |
| ---- | ------- | -------------------- | ---------- | -------- | -------------------------------------- | -------------------- |
| 1    | 7月8日  | いつかだれかと       | 松木ひろし | 井上芳夫 |                                        | 「ファースト・ラブ」 |
| 2    | 7月15日 | はじめてのデート     | 市川森一   | 井上芳夫 | 石田太郎、土居まさる（DJの声）         | 「黄色い船」         |
| 3    | 7月22日 | 恋はどこから?        | 市川森一   | 井上芳夫 |                                        | 「フレンズ」         |
| 4    | 7月29日 | チッチとサリー       | 松木ひろし | 井上芳夫 | 小栗一也（南ヶ丘牧場のおじさん）       | 「希望の旅」         |
| 5    | 8月5日  | 赤いピエロのお月さま | 市川森一   | 井上芳夫 |                                        | 「黄色い船」         |
| 6    | 8月12日 | 風のうた花のうた     | 重森孝子   | 野崎貞夫 | 江戸家小猫                             | 「雛菊の首飾り」     |
| 7    | 8月19日 | あなたのふるさとへ   | 重森孝子   | 野崎貞夫 | 福田トヨ（聡の母）、中村俊一（聡の父） | 「恋は知らない」     |
| 8    | 8月26日 | 恋の夏休み           | 市川森一   | 野崎貞夫 |                                        | 「恋愛時代」         |
| 9    | 9月2日  | 涙のとなりのほほえみ | 市川森一   | 野崎貞夫 | 水谷豊（ノブコの取り巻きの不良）       |                      |
| 10   | 9月9日  | すれちがった心       | 市川森一   | 野崎貞夫 |                                        |                      |
| 11   | 9月16日 | たそがれに別れを     | 重森孝子   | 後藤秀司 | 大和田伸也（教育実習生の南先生）       | 「雛菊の首飾り」     |
| 12   | 9月23日 | 秋風の忘れた涙       | 市川森一   | 後藤秀司 |                                        | 「私は忘れない」     |
| 13   | 9月30日 | 遠い思い出の恋人たち | 市川森一   | 井上芳夫 | 野村昭子（みどりの母）                 | 「誰もいない海」     |

### 放送局
特筆のないものは、土曜 19:30 - 20:00に同時ネット。
- 日本テレビ（制作局）
- 札幌テレビ[56]
- 青森放送[57]
- テレビ岩手[57]
- 秋田放送[57]
- 山形放送[57]
- 宮城テレビ[57]
- 福島中央テレビ[57]
- 北日本放送[58]
- 福井放送[58]
- 山梨放送[59]
- 名古屋テレビ[60]
- よみうりテレビ[61]
- 日本海テレビ[62]
- 山口放送[63]
- 四国放送[64]
- 西日本放送[65]
- 南海放送[63]
- 高知放送[63]
- 福岡放送[66]
- テレビ大分[67]

### 再放送
- CS放送
  - 2005年10月 - 12月（チャンネルNECO）

### コミカライズ
「小学6年生」1972年9月から10月にかけて榎本有也によるコミカライズが掲載された他、「小学5年生」1972年9月と10月にテレビ絵物語としてダイジェスト版が掲載された。
| 日本テレビ系 土曜19時台後半枠 | 日本テレビ系 土曜19時台後半枠     | 日本テレビ系 土曜19時台後半枠 |
| 前番組                        | 番組名                            | 次番組                        |
| ----------------------------- | --------------------------------- | ----------------------------- |
| だから大好き!                 | 小さな恋のものがたり （ドラマ版） | 突撃!ヒューマン               |

## テレビアニメ
1984年3月20日、TBSで放送。タイトルは『小さな恋のものがたり チッチとサリー初恋の四季』。放送時間は火曜15:30 - 17:00（JST）。主演は伊藤つかさと古川登志夫が担当。
原作同様に詩が挿入され、比較的原作に近い形でのアニメーション化が行われた。後にVHS、LDで発売されている。ストーリーは初期作品のエピソードをつなぎ合わせた上でアレンジを施されたものとなっている。

### キャスト
- チッチ（小川 チイコ） - 伊藤つかさ
- サリー（村上 サトシ） - 古川登志夫
- トンコ - 吉田理保子
- 山下 - 鈴置洋孝
- 演劇部長 - 堀内賢雄
- チッチの父 - 緒方賢一
- チッチの母 - 鈴木れい子
- 数学の先生 - 大山高男
- 男生徒A - 小野健一
- 男生徒B - 中原茂
- キミエ - 津島瑞穂
- マユミ - 原えりこ
- キヨミ - 花咲きよみ
- 京子 - 岡本章子

### スタッフ
- 脚本：雪室俊一
- 監督：平田敏夫
- 作画監督：百瀬義行、こさこ吉重、四分一節子
- 演出補：蔭山康生、出﨑哲
- 絵コンテ：蔭山康生、四分一節子、池野文雄、平田敏夫
- 音響監督：山田悦司
- 音楽：風戸慎介
- プロデュース：金子満、渡辺忠美、石黒光一、忠隈昌
- 制作協力：スタジオポケット（青木宗紀）、JCGL、ビジュアル80
- 製作：エムケイ、TBS

### 主題歌
オープニング・エンディング「愛をあずけて」
作詞 - 来生えつこ / 作曲 - 来生たかお / 編曲 - 戸塚修 / 歌 - 清原正姫
挿入歌「真珠の季節」
作詞 - みつはしちかこ、佐藤ありす / 作曲・編曲 - 風戸慎介 / 歌 - 清原正姫
挿入歌「名なしの花」
作詞 - みつはしちかこ、三好美帆 / 作曲 - 小坂恵子 / 編曲 - 戸塚修 / 歌 - 清原正姫

### 原作との相違点・その他
- 一部登場人物の役割が異なる。
- 山へのハイキングの際に乗った鉄道車両が蒸気機関車から電車に変更されている。
- ノンクレジットだが、アケミや中原さんも登場する。